# Sebastian Kurz
Sebastian Kurz (sinh ngày 27 tháng 8 năm 1986) là một chính trị gia người Áo, đương kim chủ tịch Đảng Nhân dân Áo (ÖVP) và là thủ tướng Áo thứ 25. Từ năm 2011 tới 2017 ông là chủ tịch đoàn thanh niên ÖVP và từ năm 2016 là chủ tịch trường chính trị ÖVP.
Ông từng giữ chức vụ Quốc vụ khanh Hội nhập của Bộ Nội vụ Liên bang Áo. Ngày 12 tháng 12 năm 2013, ông được bổ nhiệm giữ chức Bộ trưởng Bộ Ngoại giao Áo. Ngày 16 tháng 12 năm 2013, Sebastian Kurz chính thức trở thành Ngoại trưởng trẻ tuổi nhất trong lịch sử nền Đệ nhị cộng hòa của Áo và là vị ngoại trưởng trẻ nhất Liên minh châu Âu. Ngày 15 tháng 10 năm 2017, Đảng Nhân dân Áo của ông dẫn đầu với 31,4% số phiếu bầu. Ngày 18/12/2017 Kurz nhậm chức và trở thành Thủ tướng Áo trẻ tuổi nhất.
Bê bối của Phó Thủ tướng Heinz-Christian Strache khiến liên minh cầm quyền tan vỡ và Kurz đã bị phế truất bởi Hội đồng Quốc gia thông qua một cuộc bỏ phiếu bất tín nhiệm ngày 27 tháng 5 năm 2019. Ông đã chính thức bị miễn nhiệm từ thông báo của văn phòng Tổng thống Alexander Van der Bellen và bị thay thế bởi Hartwig Löger vào ngày hôm sau.
Trong cuộc bầu cử Hội đồng Quốc gia tại Áo năm 2019, Kurz lại ra tranh cử như là ứng cử viên hàng đầu cho đảng mình và đảng ông đã đạt được nhiều phiếu nhất. Sau đó, ông lãnh đạo các cuộc đàm phán liên minh với đảng Xanh, kết thúc thành công vào ngày 1 tháng 1 năm 2020. Chính phủ liên bang Kurz II, một chính phủ liên minh bao gồm ÖVP và GRÜNE, đã tuyên thệ vào ngày 7 tháng 1 năm 2020.

## Thời niên thiếu và giáo dục
Kurz sinh ra ở Viên, thủ đô nước Áo và lớn lên ở quận Meidling và hiện nay vẫn sống ở quận này. Ông nhập học Bundesgymnasium und Bundesrealgymnasium Erlgasse vào năm 1996 và sau kì thi tốt nghiệp vào năm 2004 Kurz đã hoàn thành nghĩa vụ quân sự bắt buộc. Vào năm 2011, sau ít nhất 7 năm học mà không lấy được bằng cấp, ông đã quyết định dừng việc học ngành luật của mình tại Đại học Viên để theo đuổi sự nghiệp chính trị.

## Sự nghiệp
Sebastian Kurz là đoàn viên Đoàn Thanh thiếu niên thuộc Đảng Nhân dân Áo từ năm 2003 (17 tuổi). Năm 2009 (23 tuổi), ông được bầu làm Chủ tịch đoàn với 99% số phiếu tán thành và tiếp tục giữ cương vị này với 100% phiếu tán thành vào năm 2012 (26 tuổi). Cũng từ năm 2009, ông làm Phó Chủ tịch Đảng nhân dân Áo ở Viên. Từ năm 2010 đến năm 2011, ông là thành viên Hội đồng Thành phố Viên.

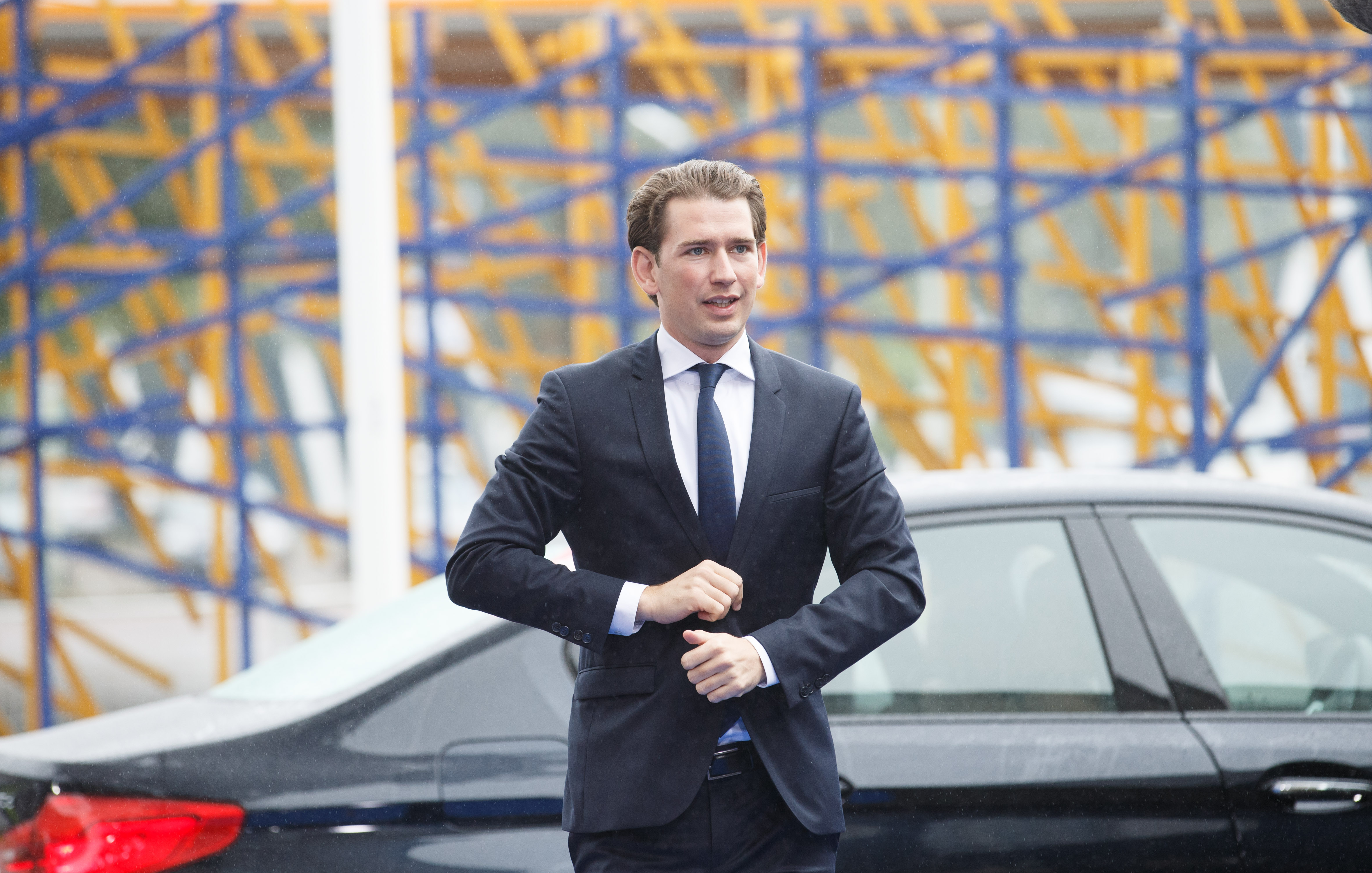
Sebastian Kurz, tháng 9 năm 2017

Tháng 4 năm 2011, trong thời gian diễn ra cuộc cải tổ nội các thì Kurz được chỉ định làm Quốc vụ khanh Hội nhập (thuộc Bộ Nội vụ Liên bang Áo); sự kiện này khơi mào một số chỉ trích. Tuy nhiên một năm sau thì truyền thông đã dành những đánh giá tích cực hơn cho ông. Trong cuộc bầu cử Quốc hội Áo 2013, ông giành được nhiều phiếu trực tiếp nhất từ cử tri so với các chính trị gia khác. Từ 16 tháng 12 năm 2013, ông là Bộ trưởng Bộ Ngoại giao Áo, trong đó phụ trách thêm mảng hội nhập xã hội theo yêu cầu của ông.

## Đời tư
Sebastian Kurz có mẹ là giáo viên, còn cha là kĩ sư. Ông sinh ra và hiện vẫn sinh sống tại quận Meidling, thành phố Viên. Năm 2004, ông tốt nghiệp trung học. Bản thân ông từng phát biểu rằng mối quan tâm của ông là vấn đề hội nhập xã hội của dân nhập cư. Phân nửa học sinh cùng lớp học của ông có cha hay mẹ người ngoại quốc. Giai đoạn 2004-2005, ông thực hiện nghĩa vụ quân sự trong quân đội Áo. Sau đó, ông ghi danh khoa Luật của Đại học Viên, đến học kỳ thứ 13 (năm 2011) thì ông trở thành Quốc vụ khanh Hội nhập.

## Đánh giá
- Báo Frankfurter Allgemeine Zeitung (FAZ) đánh giá Kurz trong chuyến thăm chính thức đầu tiên của ông tới thủ đô Berlin của Đức là "rất hùng biện", "súc tích" và "không ngần ngại đối đáp".[26]
- Vào tháng 12 năm 2014, Thông tấn xã Đức (DPA) nhận xét Kurz là một trong "bảy người chiến thắng trên sân khấu chính trị thế giới 2014".[27]
- Anna von Bayern viết trong tuần báo "Focus" rằng, người ta nhận thấy là Bộ Ngoại giao Áo đã tự tin hơn, và Kurz làm cho nó lại trở nên quan trọng hơn. Viên trở thành một nơi đối thoại, đầu tiên với hội nghị thượng đỉnh Ucraina vào năm 2014, sau đó là đàm phán về thỏa thuận hạt nhân với Iran. Các cuộc đàm phán Syria bắt đầu ở Vien vào mùa thu năm 2015.[28]
- Năm 2017, Tạp chí Time liệt kê Kurz là một trong 10 "nhà lãnh đạo thế hệ tiếp theo". "Chính khách kiểu mới" đã tìm ra một con đường mới để đối phó với cuộc khủng hoảng người tị nạn. "Con đường thực dụng" có tác dụng và được các chính trị gia châu Âu khác đi theo.[29]